# Markus Hinterhäuser
Markus Hinterhäuser (La Spezia, 30 marzo 1958) è un pianista austriaco.
È stato dal 2006 al 2011 il direttore artistico del Salzburg Festival. Studiò musica presso Università per la musica e le arti interpretative di Vienna sotto Elisabeth Leonskaja e al Mozarteumorchester Salzburg sotto Oleg Maisenberg. Per la musica da camera, suonò con diversi artisti di spicco, tra cui il Quartetto Arditti e il cantante Brigitte Fassbaender. Come pianista invece, è particolarmente noto per le sue esecuzioni delle opere della Seconda scuola viennese e delle opere di compositori contemporanei come John Cage, Luigi Nono, Morton Feldman e Galina Ustvolskaya.